# Iman Jacob van den Bosch

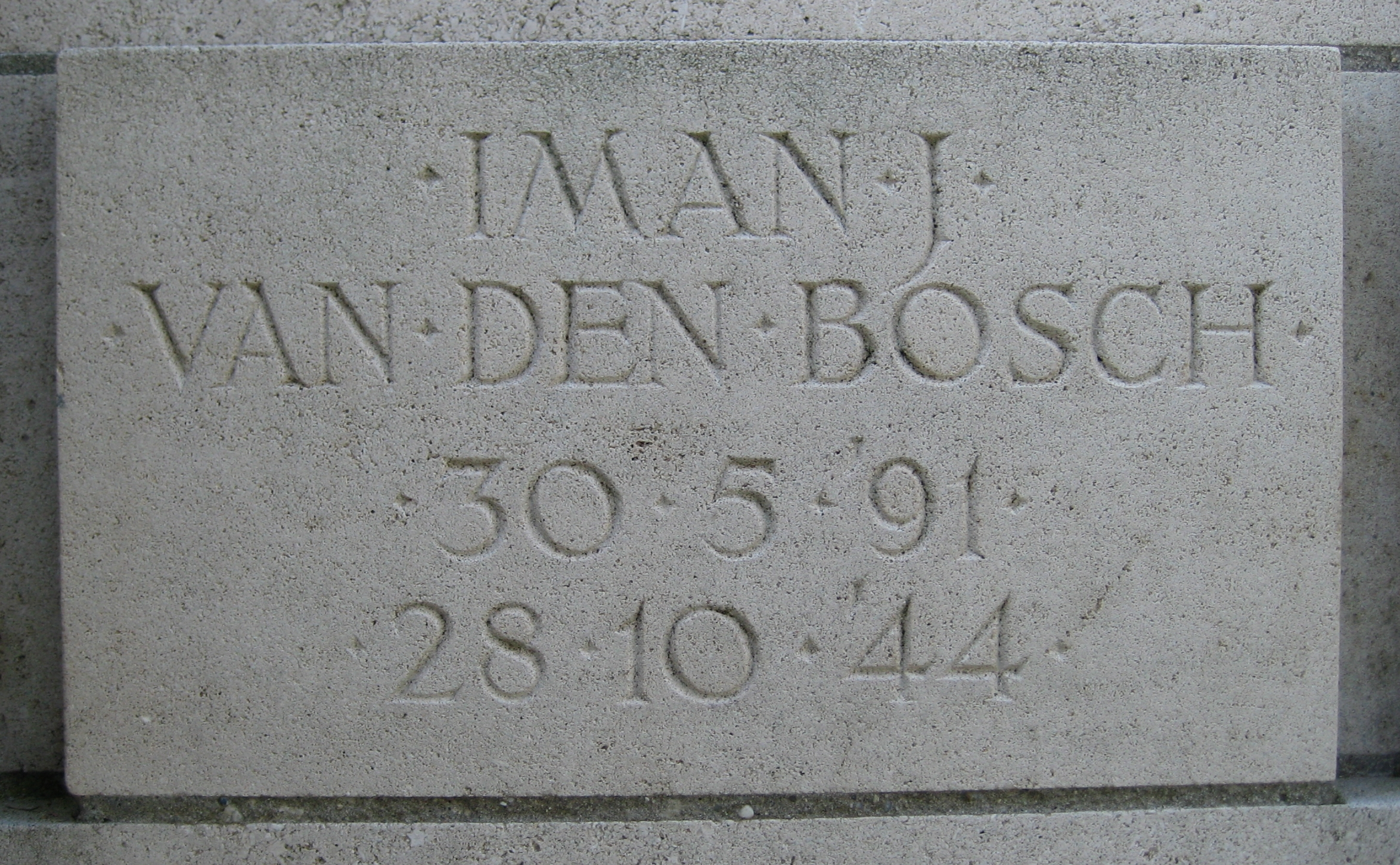
Gedenkplaat voor Iman van den Bosch op het Oorlogsmonument Esserveld in Groningen (2010)

Iman Jacob van den Bosch (Groningen, 30 mei 1891 - Kamp Westerbork, 28 oktober 1944) was een Nederlandse verzetsstrijder tijdens de Tweede Wereldoorlog.

## Biografie
Hij was een zoon van de militair Isaac van den Bosch en Arnolda Gezine Anna Koppius. Van den Bosch was voor de oorlog werkzaam bij de Koninklijke Marine en begon in 1909 zijn opleiding tot marineofficier aan het Koninklijk Instituut voor de Marine. In 1919 verliet hij de marine als luitenant ter zee der tweede klasse. Hij werd in 1940 aangesteld als procuratiehouder-afdelingshoofd van de buitenlandse expeditiedienst van de Philipsfabriek te Eindhoven.

#### Verzetswerk
Van den Bosch stichtte in december 1940 de verzetsgroep Tromp en het daaraan gelieerde Trompfonds, dat onder meer geld inzamelde voor de gezinnen van marinemensen die in geallieerde dienst voeren. Van den Bosch was leidinggevend (met Walraven van Hall) bij de oprichting van het Nationaal Steun Fonds (NSF), waarvan hij later het hoofd werd. In 1942 moest hij van Eindhoven naar Groningen uitwijken, omdat zijn spionageactiviteiten, het aan Engeland doorgeven van bedrijfsgegevens over het Philipscomplex te Eindhoven en technische gegevens van Philips van nieuwe vindingen, de aandacht van de bezetter hadden getrokken. In stad Groningen werd hij de centrale leider van het NSF voor Noord-Nederland. Hij werkte daar onder zijn verzetsnaam Pa van den Berg.

#### Arrestatie
Op 18 oktober 1944 werd Van den Bosch door de SD opgewacht op een vergaderplaats in een woning aan de Parklaan in Groningen. Terwijl hij op het huis afliep kon hij door zijn koerierster vanuit het pand worden gewaarschuwd. Hij maakte zich uit de voeten, maar werd daarbij door een SD'er dwars door een raam beschoten en in zijn schouder getroffen. Hij strompelde een fietsenzaak binnen, ontdeed zich daar van de bezwarende papieren die hij bij zich had en werd vervolgens gearresteerd en opgesloten in het Scholtenshuis, het hoofdkwartier van de SD in de stad. Een poging van het verzet om hem voor 100.000 gulden vrij te kopen liep op niets uit. De SD, die geen bewijzen tegen hem had, wees Van den Bosch aan als Todeskandidat. Op 28 oktober werd hij overgebracht naar kamp Westerbork en daar samen met vijf andere verzetsstrijders gefusilleerd. Tijdens zijn executie zag hij, door zich om te draaien, kans het gebruikelijke nekschot te ontlopen en riep hij "Leve de Koningin!". Bij de terechtstelling waren onder anderen de Nederlandse broers en oorlogsmisdadigers Pieter en Klaas-Carel Faber betrokken. Van den Bosch' stoffelijk overschot werd verbrand in het crematorium van kamp Westerbork.

#### Eerbetoon
Van den Bosch' naam wordt vermeld op een gedenksteen op het in 1946 onthulde Oorlogsmonument Esserveld in Groningen. Datzelfde jaar werd hem postuum het Verzetskruis toegekend. Eveneens postuum ontving hij op 8 april 1953 te Den Haag van de Amerikaanse regering de Medal of Freedom with Silver Palm. In verschillende plaatsen zijn straten naar hem genoemd.